# Regnéville-sur-Meuse
 Regnéville-sur-Meuse  es una población y comuna francesa, en la región de Lorena, departamento de Mosa, en el distrito de Verdún y cantón de Montfaucon-d'Argonne.

## Demografía
| 34 | 34 | 40 | 32 | 34 | 36 |
| Para los censos de 1962 a 1999 la población legal corresponde a la población sin duplicidades (Fuente: INSEE [Consultar]) |    |    |    |    |    |